# Фалкан да Силва, Элсон
Э́лсон Фалка́н да Си́лва (порт.-браз. Élson Falcão da Silva; 16 ноября 1981, Консейсан-ду-Арагуая, Бразилия) — бразильский футболист, полузащитник.

## Биография
Элсон — воспитанник «Итуано», в составе которого на профессиональном уровне дебютировал в 2000 году. Дважды отдавался в аренду в салвадорскую «Виторию». В 2003 году перешёл в «Палмейрас», который на тот момент выступал в бразильской Серии B. Помог команде выиграть турнир и вернуться в Серию A.
В 2004 году уехал в Германию. Дебютировал в «Штутгарте» 18 октября 2008 года в матче против «Герты» на выезде. На 84-й минуте он заменил Артура Боку. За шесть минут, проведённых на поле, ничем не смог запомниться. В сезоне 2008/09 сыграл 17 матчей, из них 6 в основе, забил 2 мяча и отдал две голевых передачи.
10 апреля 2009 продлил контракт со «Штутгартом» до 2011 года. В августе 2011 года заключил контракт на 2,5 года с ФК «Ростов». В январе 2013 года перешёл в клуб «Крисиума».

## Титулы
- Чемпион штата Санта-Катарина (1): 2013
- Чемпион Серии B Бразилии (1): 2003
- Финалист Кубка немецкой лиги (1): 2005